# Mallardite
La mallardite è un minerale appartenente al gruppo della melanterite.